# 櫛橋光
櫛橋 光（くしはし てる（みつ））は、戦国時代から江戸時代初期にかけての女性。播磨国印南郡（現在の兵庫県加古川市志方町）の志方城主・櫛橋伊定の娘。小寺政職の従姪であり養女。筑前福岡藩祖・黒田孝高（官兵衛・如水）の正室。院号は照福院（しょうふくいん）。雅号に幸圓（こうえん）がある。

## 生涯
天文22年（1553年）、播磨国志方城主・櫛橋伊定（伊則、則伊とも）の娘として誕生。兄に櫛橋政伊・櫛橋則政、姉に妙寿尼（上月景貞室）、妹に井上之房室がいる。
永禄10年（1567年）、小寺氏の家臣・黒田孝高に正妻として嫁いだ。孝高との間には、永禄11年(1568年）に長政、天正10年（1582年）に熊之助を産んだ。
織田信長の才能を高く評価していた夫・孝高は、主君の小寺政職に臣従を進言し、毛利氏攻めなどの先鋒を務める。ところが、天正6年（1578年）3月、播磨国の別所長治が殆どの周辺豪族を引き込んで信長に反旗を翻すと、志方城の兄・櫛橋政伊もこれに呼応して敵対した。しかし同年7月、志方城は織田信雄の兵に包囲され、出撃を数度繰り返すも被害は大きく、別所氏の神吉城が落とされると、同年8月10日に生家の櫛橋氏は降伏した。この降伏の際に志方城主は人質を出して兵士たちの助命を条件に自害したとされるが、この城主は父・伊定とも兄・政伊ともいわれており、また、他にも諸説あるため詳細は不明。なお、兄の子は許されて、後に黒田氏に仕えた。
その後、夫・孝高は豊臣秀吉の腹心として活躍し、豊前国中津12万石の大名になると、光は他の大名家の妻子と同様に大坂に置かれた。慶長5年(1600年）に関ヶ原の戦いが起こると、石田三成が大坂に残っている大名の妻子を人質にしようとしたが、細川ガラシャが拒否して自害したことに伴い監視が緩むと、孝高の家臣たち（栗山利安、母里友信、宮崎重昌）によって、光や長政室・栄姫は長柄の屋敷から救出され、孝高の居城の中津城まで船で脱出した。
夫・孝高や息子・長政は受洗してキリシタンとなったが、光は熱心な浄土宗の信徒で、慶長9年（1604年）の夫・孝高の死後に出家し、照福山顕光院圓應寺（後に火災で焼失）を建立した。また、京都において報土寺に塔頭・照福院を建立（その後、報土寺が寺地を移転により本寺に統合されたが、墓所は現在に残る）しており、夫・孝高や豊臣秀吉も同寺を訪れたと過去帳に記載がある。本人の肖像画も伝来し、現在は京都国立博物館に寄託されている。
寛永4年（1627年）、筑前国福岡において死去（卒年75）。戒名は照福院殿然誉浩栄大尼公。墓は、報土寺（京都）、崇福寺（福岡）、圓應寺（福岡）にある。

## 人物
黒田家では「才徳兼備（才能と容姿に徳を兼ね備えていた）」と称えられた。戦国には珍しい一夫一妻の夫婦である。

## 子孫
子は、夫・孝高との間に生まれた黒田長政（長男、1568年（永禄11年）生誕）と黒田熊之助（次男、1582年（天正10年）生誕）のみであった。長政の誕生後、しばらく子が生まれなかったが、夫・孝高は側室を持つことはなかった。天正6年（1578年）、有岡城の戦いの際に夫・孝高が敵方へ寝返ったとの疑いから、織田信長の命で長政（幼名：松寿丸）は処刑されそうになるが、竹中重治に匿われたことにより回避された。
まもなく、2番目の子となる熊之助（くまのすけ）が誕生。熊之助も順調に成長したが、慶長2年（1597年）、文禄・慶長の役に参加していた父・孝高や兄・長政を見舞うために、母里吉太夫（母里友信の嫡男）・加藤吉松（黒田一成の弟）・木山紹宅を従え朝鮮を目指していた途中、暴風に遭って船が沈没し死去した（享年16）。
そのため、長政の子孫のみが光の子孫となる（詳しくは黒田長政#子孫を参照のこと）。

## 備考
- 名前の読み方は「テル」が通説であったが、平成25年（2013年）8月、菩提寺である圓應寺（福岡）の蔵書から「ミツ」とルビの記された古文書が発見され、同月26日発表された[2]。
- 孝高が太宰府天満宮に収めた『如水夢想連歌集』の中で、「長閑（のどか）に 風のかよふ 江のみず」と返歌を詠んだ幸圓が、光の雅号だと考えられている（「幸園」とする書籍があるが、誤記である）。

## 関連作品
漫画
- 平田弘史『黒田・三十六計』（リイド社）
- 重野なおき『軍師 黒田官兵衛伝』（白泉社）

テレビドラマ
- 『戦国疾風伝 二人の軍師 秀吉に天下を獲らせた男たち』（2011年、テレビ東京新春ワイド時代劇、演 - 奥貫薫）
- 『軍師官兵衛』（2014年、NHK大河ドラマ、演 - 中谷美紀）